# Fábio Luís Ramim
Fábio Luís Ramim (ur. 10 kwietnia 1981 w São Paulo, Brazylia) – piłkarz reprezentacji Azerbejdżanu występujący na pozycji pomocnika.
Ramim urodził się w Brazylii. W latach 2005–2012 występował w klubach z Azerbejdżanu. W 2008 roku zdecydował się przyjąć azerskie obywatelstwo i grać w reprezentacji Azerbejdżanu. Występował w niej w latach 2008–2011.